# Gāvbār-e Soflá
Gāvbār-e Soflá (persiska: گاوبَرِ پائين, گاوبُرِ پائين, گَو بَر سُفلَ, گاوبارِ پائين, Gāvbar-e Pā’īn, گاوبار سفلی) är en ort i Iran.   Den ligger i provinsen Lorestan, i den centrala delen av landet, 290 km sydväst om huvudstaden Teheran. Gāvbār-e Soflá ligger 1 934 meter över havet och antalet invånare är 349.
Terrängen runt Gāvbār-e Soflá är kuperad åt nordväst, men åt sydost är den platt.Runt Gāvbār-e Soflá är det ganska glesbefolkat, med 43 invånare per kvadratkilometer. Närmaste större samhälle är Aznā, 18,6 km söder om Gāvbār-e Soflá. Trakten runt Gāvbār-e Soflá består i huvudsak av gräsmarker.